# Pycnarmon jaguaralis
Pycnarmon jaguaralis là một loài bướm đêm trong họ Crambidae.